# 公报 (科罗拉多斯普林斯)
《公报》，中文全称《科罗拉多斯普林斯公报》，英文全称Colorado Springs Gazette，是一份获得普利策奖的日报，总部位于美国科罗拉多州科罗拉多斯普林斯。该报又译作《宪报》，自1873年开始出版发行。1872年3月23日开始，该刊物以《我们的西部》（Out West）为名发行，但以失败告终。随后，该刊物以《科罗拉多斯普林斯公报》（The Colorado Springs Gazette）为名发行，第一期于1873年1月4日出版。

## 发展历程
1872年3月23日，《公报》的前身《我们的西部》（Out West）发行，但以失败告终。随后，以《科罗拉多斯普林斯公报》为名发行，1873年1月4日，首期出版。
1946年，《科罗拉多斯普林斯公报》与《科罗拉多斯普林斯电讯晚报》（Colorado Springs Evening Telegraph）合并组成《科罗拉多斯普林斯公报-电讯报》（Colorado Springs Gazette-Telegraph）。同年，它被雷蒙德·霍伊斯（Raymond C. Hoiles）名下的自由报纸股份有限公司（Freedom Newspapers, Inc.,现自由通讯股份有限公司）收购。
1990年，《公报》的戴夫·科廷（Dave Curtin）获得了普利策特写奖，普利策奖陪审员称，“（戴夫·科廷）讲述了一个家庭在其成员在家中爆炸中被严重烧伤后努力恢复的令人动容故事”。

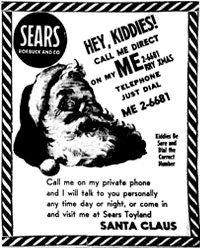
1955年印错电话号码的西尔斯广告

1955年12月，科罗拉多斯普林斯的一家西尔斯商店在《公报》（Colorado Springs Gazette-Telegraph）上刊登了一则广告，鼓励孩子们通过一个特别的电话号码给圣诞老人打电话。但是广告上给出的热线电话号码出现了印刷错误，原本应该打给“圣诞老人”的电话全部转接到北美大陆防空司令部（北美防空司令部的前身）的指挥中心热线上。哈里·舒普（Harry Shoup）上校在圣诞前夜接到了第一通电话，一个6岁的男孩在电话中讲出他的圣诞愿望。上校并没有觉得这是件可笑的事情，于是在他接到第二通电话时，向孩子的母亲询问情况后终于明白事情原委。于是，他下令要求所有工作人员必须给打进电话的所有孩子提供圣诞老人当前的位置。这一情况促成了现在的北美防空司令部NORAD追踪圣诞老人计划的诞生。
2014年，该报记者大卫·菲利普斯（David Philipps）作了这样的报道：“……扩大了对受伤的退伍军人受到虐待的关注和审视，特别是因为他们由于轻微犯罪而在退伍后失去终身福利，这些问题在数字工具的加持之下而显得严重，并且促使美国国会行动”。该报再次获得普利策奖，菲利普斯不久后离开《公报》，转投《纽约时报》。1997年，《科罗拉多斯普林斯公报-电讯报》（Colorado Springs Gazette-Telegraph）改名为《公报》（The Gazette）。
2012年11月30日，《公报》出售给安舒茨公司（Anschutz Corporation）的子公司Clarity Media的交易完成。安舒茨公司旗下另一家报纸《俄克拉荷马人报》（The Oklahoman）的乔·海特（Joe Hight）被任命为《公报》编辑。